# Peugeot Tennis Cup
A Peugeot Tennis Cup é um torneio tênis, que fez parte da série ATP Challenger Tour, realizado em 2012 e 2013, em piso de saibro, no Rio de Janeiro, Brasil.

## Edições

### Simples
| Ano  | Campeões        | Finalistas     | Placar   | Ref.  |
| ---- | --------------- | -------------- | -------- | ----- |
| 2013 | Agustín Velotti | Blaž Rola      | 6-3, 6-4 | [ 1 ] |
| 2012 | Gastão Elias    | Boris Pašanski | 6–3, 7–5 | [ 2 ] |

### Duplas
| Ano  | Campeões                     | Finalistas                   | Placar   | Ref.  |
| ---- | ---------------------------- | ---------------------------- | -------- | ----- |
| 2013 | Thiemo de Bakker André Sá    | Marcelo Demoliner João Souza | 6–3, 6–2 | [ 3 ] |
| 2012 | Marcelo Demoliner João Souza | Frederico Gil Pedro Sousa    | 6–2, 6–4 | [ 4 ] |